# إليزابيث بندر رو كلاود
إليزابيث بندر رو كلاود (2 أبريل 1887-16 سبتمبر 1965) ناشطة أجيبوية ومعلمة. تخرجت في عام 1907 مع أوراق اعتماد التدريس من معهد هامبتون، وهي مدرسة داخلية حكومية أمريكية أصلية في فرجينيا، وجزء من محاولة الحكومة الأمريكية لتمدين الهنود الأمريكيين. بعد التخرج من هامبتون، واصلت إليزابيث برنامج تدريب المعلمين هناك وأصبحت معلمة للخدمة الهندية في براونينغ، مونتانا عام 1908 ودرّست في جميع أنحاء البلاد حتى عام 1916. انضمت بعد ذلك إلى زوجها، هنري رو كلاود، وساعدت في إدارة المعهد الهندي الأمريكي في ويتشيتا، كانساس لمدة خمسة وعشرين عامًا. في الأربعينيات من القرن العشرين، أسست نادي أوريغون تريلز النسائي مع أعضاء قبيلة من محمية أوماتيلا الهندية. عملت كرئيسة وطنية للرعاية الهندية للاتحاد العام للأندية النسائية لمدة ثماني سنوات، وكانت أول أميركية هندية تشغل هذا المنصب. حصلت رو كلاود على جائزة الأم الوطنية للعام في عام 1950، وفي عام 1952 كُرمت على أنها «الهندية المتميزة» لهذا العام من قبل المعرض الهندي الأمريكي في أناداركو، أوكلاهوما. من المعروف أنها استخدمت نفوذها كامرأة متعلمة من السكان الأصليين للدفاع عن تقرير المصير للأمريكيين الأصليين.

## حياتها المهنية
في عام 1908 أرسِلت بندر إلى محمية بلاكفيت في براونينغ، مونتانا، ودرّست هناك لمدة عامين. في عام 1910 عادت إلى الشرق وأكملت دورة تمريض في فيلادلفيا في مستشفى هانيمان. عادت إلى محمية بلاكفيت في عام 1912. في العام التالي، انتقلت إلى المدرسة في محمية فورت بيلكناب الهندية في مونتانا، حيث بقيت حتى عام 1914. في كلتا المحميتين، لم تدرس فحسب، بل عملت كربة منزل لطلاب المقيمين، وأحيانًا كطاهية، وحتى عالجت الطلاب من التراخوما. عادت إلى هامبتون لإكمال دورة في الاقتصاد المنزلي عامي 1914 و1915. خلال الإطار الزمني نفسه، حضرت المؤتمر السنوي الرابع لجمعية الهنود الأمريكيين الذي عقد بين 6 و11 أكتوبر 1914 في ماديسون، ويسكونسن. انضمت بندر، وهي من الأعضاء الأوائل، إلى المنظمة عندما تخرجت، وقابلت في هذا الاجتماع هنري رو كلاود، وهو أحد أفراد قبيلة وينباغو. بدأ الاثنان على الفور علاقة استمرت حتى بعد أن أنهت بندر دراستها في هامبتون، وذهبت للتدريس في مدرسة كارلايل الصناعية الهندية في عام 1915. في الوقت نفسه ذهب رو كلاود إلى ويتشيتا، كانساس وأسس معهد رو، الذي عُرف لاحقًا باسم المعهد الهندي الأمريكي، وهو مدرسة تحضيرية جامعية للرجال من السكان الأصليين. أثناء وجودها في كارلايل، أسست بندر برنامج معسكر فتيات النار لمساعدة الفتيات على تعلم المهارات المنزلية والفنية. في 12 يونيو 1916 تزوجت بندر من رو كلاود في منزل شقيقها تشيف في فيلادلفيا.
اتخذ الزوجان منزلًا لهما في ويتشيتا، حيث عملت إليزابيث في المعهد الهندي الأمريكي، وشغلت منصب رئيسة ومديرة مالية. نظرًا لأن هنري لم يكن لديه خبرة سابقة في التدريس، فقد عملت غالبًا كمشرفة، وكان لها دور نشط في إدارة المدرسة لمدة عشرين عامًا. خلافًا للمدارس الأمريكية الأصلية الأخرى، تضمن المنهج الدراسي للمعهد الهندي الأمريكي دورات عن ثقافات الشعوب الأصلية، بالإضافة إلى الدروس الأكاديمية. على مدى السنوات العديدة التالية، كبرت أسرتهما وأنجبا إليزابيث ماريون (مواليد 1917) وآن ويشا (مواليد 1918) وليليان ألبرتا (مواليد 1920) ورامونا كلارك (مواليد 1922) وهنري الابن (1926-1929). عندما مات هنري الابن، تبنيا جاي هانتر، صديق العائلة، الذي لم يكن يتيمًا، لكنه انضم إلى عائلتهما بحسب المعتاد في وينباغو. في عام 1931 تولى هنري وظيفة في مكتب الشؤون الهندية وبدأ السفر بصفته مفتشًا يبحث في الظروف، مثل التعليم والصحة والفقر، بين مجتمعات الأمريكيين الأصليين.